# Thematische Karte

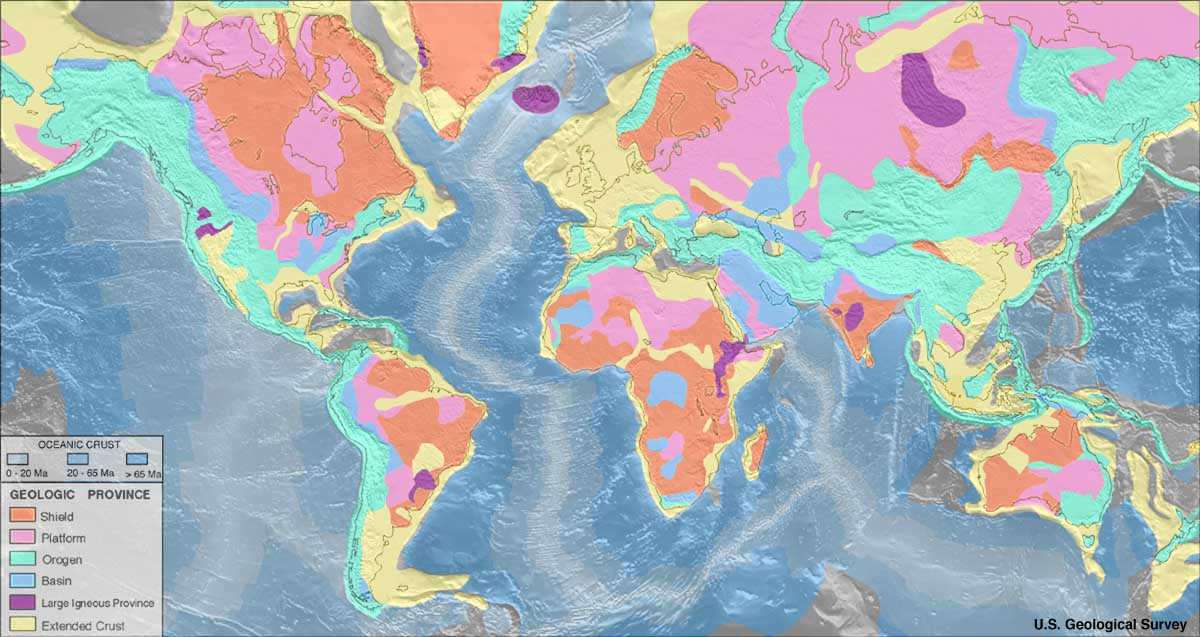
Geologische Karte: Einteilung der Erdoberfläche

Thematische Karte zum Thema Entwicklungsländer

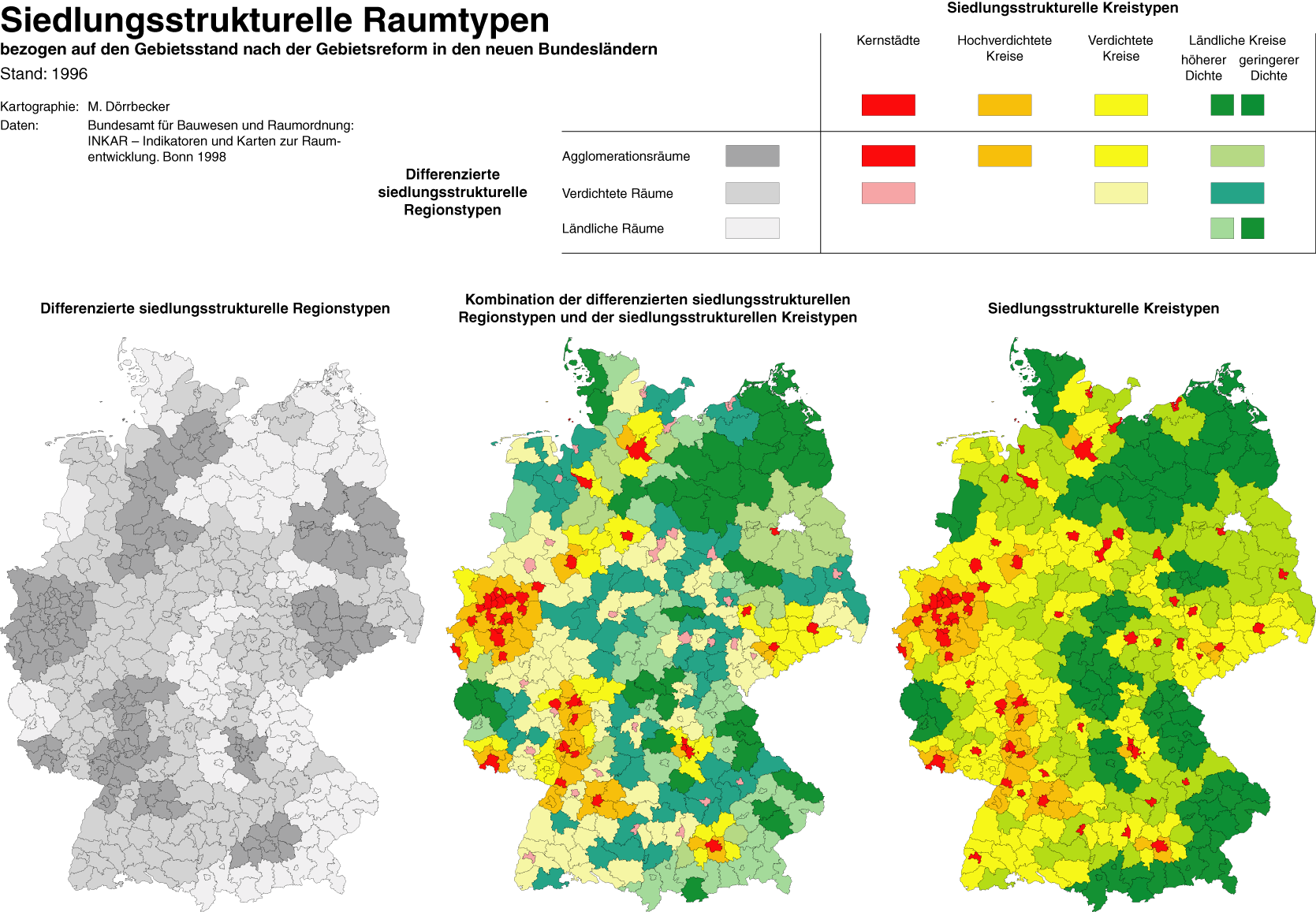
Choroplethenkarten zur Raumordnung

Thematische Karten oder angewandte Karten sind Karten, die ein bestimmtes Merkmal oder Thema verbildlichen, beispielsweise Pflanzenverbreitung oder Bevölkerungsdichte. Auch Zusammenhänge thematischer Ebenen lassen sich darstellen, z. B. zwischen Merkmalen und ihrer zeitlichen Änderung.
Im Gegensatz zu topografischen Karten (Landkarten), die vor allem der Orientierung im Gelände und der Ausmessung von Standorten bzw. geometrischen Details dienen, werden in thematischen Karten Objekte „zur Kenntnis ihrer selbst“ dargestellt. Neben dem Sachbezug, sind der Zeitbezug (Stichtag oder Zeitraum) und der Raumbezug die wesentlichen Eigenschaften einer thematischen Karte: der dargestellte Sachverhalt gilt für einen bestimmten Zeitpunkt oder Zeitraum und für einen bestimmten Ort oder statistische Raumbezugseinheit. Obwohl die Topografie selbst ein Thema bildet, nehmen topographische Karten eine Sonderstellung ein. Sie bilden die Basis für die meisten thematischen Karten und dienen darüber hinaus als Grundlage für Planungszwecke und Forschungsvorhaben.
Thematische Karten mit einem historischen Thema (einem Geschichtsthema) heißen Geschichtskarten. Der Begriff historische Karte ist hingegen nicht eindeutig, da er sowohl für Altkarten als auch für Geschichtskarten verwendet wird.

## Gliederung
Thematische Karten lassen sich nach verschiedenen Aspekten gliedern:
Nach dem Sachgebiet (siehe Abschnitt „Sachgebiete thematischer Karten“) sowie nach Maßstabsbereichen.
In Grund- und Folgekarten: Grundkarten entstehen durch die direkte kartografische Übertragung vorhandener Messungen oder Beobachtungen. Folgekarten präsentieren Daten, die bereits im Vorfeld bearbeitet wurden.
Nach der graphischen Darstellungsmethode (siehe Abschnitt „Graphische Darstellungsmethoden“). Für die kartografische Repräsentation lassen sich zahlreiche graphische Varianten einsetzen, die immer auf Thema, Zielaussage und Datenlage der Karte angepasst sein müssen. Insbesondere sind hier zu nennen: lokale Signaturen, Diagramme, Flächenmuster, Isolinien, Punktstreuungen, raumtreue Flächenmosaike (Kartogramme).
Nach dem Raumbezug des Themas. Bei Diskreta erstrecken sich Sachverhalte auf ein abgrenzbares Gebiet (z. B. Standorte von Unternehmen), Kontinua verändern sich im Raum (z. B. Luftdruck).
Nach der Darstellung quantitativer oder qualitativer Inhalte.
Darstellung statischer oder dynamischer Inhalte, also Veranschaulichen des Zustands eines Sachverhalts zu einem festen Zeitpunkt oder dessen zeitlich-räumlicher Veränderung.
Nach dem Verarbeitungsgrad der dargestellten Informationen (analytische, komplexe oder synthetische Karten).
Zu den thematischen Karten zählt auch die Sonderform des Kartogramms, wobei die Lagetreue der gezeigten Sachverhalte durch Bezugnahme auf feste Raumeinheiten ersetzt ist. Daneben existieren kartenverwandte Darstellungen wie Topogramme oder besonders anschauliche Bildkarten.

## Graphische Darstellungsmethoden
Grundsätzlich werden die geometrischen Darstellungsmittel Punkt, Linie und Fläche verwendet. Durch die Bildung graphischer Ebenen können diese miteinander kombiniert werden. Punkthafte Elemente und Text stehen im Vordergrund, dahinter befinden sich die Ebene der Linienelemente. Flächenhaftes bildet den Hintergrund (Ausnahme bei Verwendung von Transparenzen).
- Positionssignaturen (bildhaft oder geometrisch)
- Liniensignaturen (variabel in Stärke, Farbe, Struktur)
- Flächensignaturen (Farbfläche, Flächenmuster, Schraffur)
- Proportionale Signaturen (variabel in Form und Farbe, skalierbar)
- Diagramme (verschiedene Diagrammformen finden Verwendung)
- Isolinien
- Punktstreuung
- Bewegungssignaturen
- Text
- Bildelemente

## Sachgebiete thematischer Karten
- Geologie, Geophysik und Geomorphologie (z. B. Geologische Karte, Isogonenkarte)[3]
- Bodenkunde (z. B. Bodenkarte, Schätzungskarte)
- Hydrographie
- Meteorologie und Klimatologie (z. B. Wetterkarte, Klimakarte)
- Pflanzen- und Tiergeographie
- Landschaft und Ökologie (z. B. Besonnungsgrad, Lawinengefahr)
- Bevölkerung und Siedlungswesen
- Gesellschaft, Kultur und Geschichte
- Staatswesen, Politik und Verwaltung (z. B. politische Karte, Postleitzahlenkarte)
- Wirtschaft inkl. Tourismus (z. B. Wirtschaftskarten[4])
- Routen: Zufahrt zu einer bestimmten Zieladresse mit ÖV/Rad/Pkw/Lkw, Wanderkarten, Fahrradroutenkarten für Tourismus, Orientierungslauf oder Stadtradeln
- Verkehrswesen inkl. Luftfahrt, Schifffahrt (z. B. Straßenkarte, Luftfahrtkarte, Postverkehrskarte, Logistik-Ströme)
- Raumgliederung (z. B. Flurkarte auch Liegenschaftskarte oder Katasterkarte genannt)
- Geomedizin
- Radioaktivität aus natürlichen Quellen (vor allem Radon), Fallout nach der Nuklearkatastrophe von Tschernobyl
- Militärwesen z. B. Generalstabskarte, Messtischblatt, Lagekarte (alle zugleich topografische Karten)
- Planungswesen (z. B. Abmarkungskarte)
- Astronomie (z. B. Sternkarte, Mondkarte)

Diverse graphischen Darstellungsmethoden und Sachgebiete thematischer Karten finden sich in Schulatlanten.